# Marek Wojciechowski (samorządowiec)
Marek Grzegorz Wojciechowski (ur. 25 maja 1979 w Lublinie) – polski samorządowiec i urzędnik, od 2024 wicemarszałek województwa lubelskiego.

## Życiorys
Absolwent prawa na Katolickim Uniwersytecie Lubelskim oraz studiów typu MBA na Politechnice Lubelskiej. Pracował jako inspektor w Urzędzie Marszałkowskim Województwa Lubelskiego, później kierował zespołem szkoleniowo-doradczym w gminie Wólka. Od 2016 był wicedyrektorem i dyrektorem lubelskiego oddziału Agencji Rynku Rolnego, a po jego przekształceniu w 2017 objął funkcję zastępcy szefa lubelskiego oddziału Krajowego Ośrodka Wsparcia Rolnictwa. W grudniu 2023 został p.o. prezesa tej instytucji, w kolejnym roku odwołano go z tej funkcji. W 2025 wszedł w skład rady programowej Polskiego Radia Lublin.
Wstąpił do Prawa i Sprawiedliwości. W 2010, 2014, 2018 i 2024 uzyskiwał mandat radnego do Sejmiku Województwa Lubelskiego, w kadencji 2018–2024 pełnił funkcję wiceprzewodniczącego tego gremium. Bez powodzenia kandydował do Sejmu w 2015 i 2019. 13 maja 2024 wybrany na stanowisko wicemarszałka województwa lubelskiego.
W 2013 został odznaczony Brązowym Krzyżem Zasługi.